# アレン (プリズン・ブレイク)
「アレン」（"Allen"）は、アメリカ合衆国のテレビシリーズ『プリズン・ブレイク』の第2話であり、2005年8月29日に放送された。エピソードはシリーズ初回スペシャルの一環として第1話「マイケル」と同夜に2部構成で放送された。脚本はシリーズ発案者のポール・シェアリングが執筆し、マイケル・ワトキンスが監督を務めた。この回ではロバート・ネッパー演じるセオドア・"ティーバッグ"・バッグウェルが初登場したが、レギュラーキャラクター扱いとなるのは次回「セルテスト」からである。またLJバローズ役のマーシャル・オールマンは出演していないにもかかわらずクレジットされている。
エピソードのタイトルはマイケルがネジを削って作り出した六角棒の「アレン・シュワイツァー11121147」に繋がる。マイケルは脱獄計画の妨げとなる人種間暴動に翻弄され、一方でベロニカはリンカーンを罠に嵌めた人物の調査を続ける。

## プロット
マイケルとスクレ（アマウリー・ノラスコ）は看守たちによる抜き打ちの持ち物検査が始まると、隠していたナイフを捨てようとするが、ベリック（ウェイド・ウィリアムズ）により阻止され、スクレは懲罰房送りとなる。直後に刑務所長（ステイシー・キーチ）はマイケルの房の検査を打ち切らせるが、納得していないベリックはマイケルが不在のうちに房を調べ、「アレン・シュワイツァー」と書かれたメモの痕跡を見つける。ベリックはデータベースを調べるが、一致する名前は見つからなかった
スクレはストルティにマリクルース（カミーユ・グアティ）と電話させるように頼むが拒否される。ベロニカ（ロビン・タニー）はリンカーンを陥れた人物を調べる。彼女はリンカーンがテレンス・ステッドマンを射殺した映像のテープを見る。リンカーンは自分は引き金を引いておらず、来た時には既に男は死亡しており、罠に嵌められたと主張する。彼女は事件の証人にはならなかったクラブ・シモンズ（タブ・ベイカー）と話そうとするが、彼は既に薬物過剰摂取で死亡していた。ベロニカはクラブの恋人だったレティシア・バリス（アディナ・ポーター）と接触するが、彼女はケラーマン（ポール・アデルスタイン）とヘイル（ダニー・マッカーシー）の監視に怯えていた。
フォックスリバーの庭でマイケルはベンチからはボルトを引き抜こうとするが、ティーバック (ロバート・ネッパー）の登場により中断する。ティーバックは間もなく起こる白人と黒人グループの人種間暴動で白人側に加わらない限り、マイケルをベンチに近づけないという。マイケルは彼らの居ない隙にボルトを抜くが、現れたティーバッグのグループによって取り上げられてしまい、手に入れるために参加を決める。しかしながらこの様子はシーノート（ロックモンド・ダンバー）に目撃されており、マイケルが白人側についたと考えた彼はパグナックの提供を拒否する。その後、点呼の時間に囚人が房から出てきた際に暴動が始まる。マイケルはティーバッグの同房者（ブライアン・ハムマン）と揉み合いの末にボルトを取り戻す。これを見ていたシーノートは同房者を数回にわたって刺し、彼はマイケルの腕の中で死亡する。ティーバッグはマイケルが同房者を殺したと思い、報復を宣言する。暴動が収まり、囚人たちは48時間の監禁を宣言される。マイケルはボルトを削って六角棒の形へと変え、房内のトイレのネジを外す。これにより「アレン」はネジ、「シュワイツァー」はトイレであったことが示される。
監禁終了後、マイケルへの誤解が溶けたシーノートはパグナックを渡すが、彼の目的を必ず突き止めると宣言する。パグナックを服用したマイケルはタンクレディ医師（サラ・ウェイン・キャリーズ）の検査を突破して糖尿病と思わせ続けることに成功する。その後マイケルはベリックによってアブルッチ（ピーター・ストーメア）のグループに引き渡され、彼はフィバナッチの情報を引き出そうとするが、マイケルは拒否する。アブルッチは回答しないマイケルの足の指を部下に切断させる。

## 製作

### キャスティング
ロックモンド・ダンバー、ロバート・ネッパー、ポール・アデルスタインはそれぞれシーノート、ティーバッグ、ポール・ケラーマン役で出演したが、レギュラー扱いではなかった。ネッパーとアデルスタインは次回、ダンバーは第14話「密告者」からレギュラー扱いとなった。またマーシャル・オールマン演じるLJバローズはこのエピソードには登場しなかった。ベロニカ・ドノバンのフィアンセのセバスチャン・バルフォーを演じたアンソニー・スタークはクレジットされたものの、画面上には映らなかった。パトリシア・ウェティグは今回初出演したが、クレジットは「Garlic cutter」であった。この他にスクレの従兄弟のヘクター・アヴィラを演じたカート・カセレスが初出演した。パンク・ロックバンドのマッチ・ザ・セイムの歌手のガンナー・マグラスは暴動勃発直前の場面で頭にバンダナを巻いた男の役でカメオ出演している。

### 音楽
ブラック・トースト・ミュージックの「Willing to Die」と「This Is War」が使われている。

## 評価
第1話「マイケル」と併せて放送された「アレン」は1050万人の視聴者を獲得し、18-46歳層でレイティングは4.6で、同週で7番目に見られた番組となった。